# Norma BRC
La norma BRC es una normativa establecida por la Asociación de Minoristas Británicos o British Retail Consortium (BRC), que une las asociaciones comerciales principales en el Reino Unido. Está formada por comerciantes al por menor que poseen pequeños comercios, hasta grandes cadenas comerciales especializadas y supermercados. Representa al 90 por ciento de los comercios minoristas en Reino Unido aproximadamente. en 1560

## Historia
El BRC se formó en 1992, al fusionarse dos de las principales asociaciones de comerciantes al por menor: la British Retailers' Association y el Retail Consortium.
Comenzó a redactarse en 1996, cuando los minoristas del Reino Unido entendieron que les interesaba compartir la experiencia en el tema de la seguridad alimentaría, y a desarrollar sistemas sólidos juntos. En 1998 se publica la Norma Técnica BRC para alimentación y el Protocolo para proveedores de alimentos. Son una serie de normas técnicas sobre seguridad alimentaria que deben de ser cumplidas desde las producción de alimentos hasta su venta al consumidor final.
Estas Normas han sido aceptadas a nivel mundial. Se basan en el uso del Análisis de Peligros y Puntos Críticos de Control (APPCC o HACCP, por sus siglas en inglés) y siguen los estándares marcados por la normativa ISO.

## Funciones del British Retail consortium
El BRC es una asociación que vela por los intereses del comercio minorista. Sus requerimientos deben de ser alcanzados por la industria. Muchas de las empresas que exportan al Reino Unido deben de cumplir la Norma BRC para comenzar su actividad.
Las empresas que abastecen a los supermercados con “marcas blancas” también deben cumplirlas.

## Objetivos
Otros intereses particulares de la BRC son:
- Asegurar el cumplimiento de las Obligaciones Legales.
- Protección del consumidor ofreciéndole un producto inocuo y de calidad.
- Proveer de una base común para las evaluaciones y auditorias a proveedores.
- Disminución de costos de producción.
- Reducir la inflación de los precios de los alimentos.

Las Normas BRC son utilizadas como texto de referencia en empresas de la calidad y seguridad alimentaria.